# Nyakaliro (Ruanda)
Nyakaliro (Kinyarwanda Umurenge wa Nyakaliro) ist einer von 14 Sektoren des Distrikts Rwamagana in der Ostprovinz von Ruanda.

## Geographie
Der Sektor Nyakaliro hat eine Fläche von 50,0 km². Er setzt sich aus den fünf Zellen Bihembe, Gatare, Gishore, Munini und Rwimbogo zusammen. Nachbarsektoren sind im Norden Muyumbu, im Osten Nzige, im Südosten Karenge, im Südwesten Juru und im Westen Masaka. Die Westgrenze des Sektors liegt am Fluss Nyabarongo.

## Bevölkerung
Nach Stand der Volkszählung von 2022 liegt die Einwohnerzahl bei 37.538. Zehn Jahre zuvor waren es 20.196, was einem jährlichen Bevölkerungszuwachs von 6,4 Prozent zwischen 2012 und 2022 entspricht.